# NGC 83
NGC 83 (други обозначения – UGC 206, MCG 4-2-5, ZWG 479.8, PGC 1371) е елиптична галактика (E) в съзвездието Андромеда.
Обектът присъства в оригиналната редакция на „Нов общ каталог“.